# Vespa analis
Vespa analis — вид шершней, обитающий в Восточной Азии, на западе Индонезии (номинативный подвид: почти полностью чёрные осы с оранжево-жёлтой вершиной брюшка) и на Филиппинах.

## Описание
Матки достигают длины 25 — 29 мм, рабочие особи около 22 — 27 мм, самцы 25 — 28 мм. Основное отличие от всех остальных видов шершней — наличие короткого округлого выступа на переднем (нижнем) крае наличника, расположенного посередине широкой выемки. Разные подвиды сильно отличаются друг от друга по рисунку тела, но выступ на переднем крае наличника у них есть всегда.

## Распространение
Корея, Япония, Китай, Индокитай, Индонезия (на западе), Индия и Непал; в России встречается подвид Vespa analis parallela André, 1884: в Приморском крае, на юге Хабаровского края и в Еврейской АО.

## Образ жизни
Этот вид обычно строит гнёзда в открытых местах над землёй, прикрепляя его к веткам деревьев. Гнездо представляет собой «бумажные» соты, расположенные в несколько ярусов отверстиями вниз. Соты находятся обычно в своеобразном бумажном шаре с узкой вытянутой горловиной в нижней части. Материал для гнезда добывают, обгладывая и смачивая слюной наружный слой коры деревьев, кустарников, а также сухую древесину.
Взрослые представители питаются нектаром цветов, соком растений, фруктов и ягод. Для выкармливания личинок шершни ловят различных насекомых, отгрызают лапки, крылья, головы, брюшки.
На Vespa analis паразитируют представители семейства Stylopidae из отряда веерокрылых (Strepsiptera).